# شهرستان ایندیانا (پنسیلوانیا)
شهرستان ایندیانا، پنسیلوانیا (به انگلیسی: Indiana County, Pennsylvania) شهرستانی در ایالات متحده آمریکا است که در پنسیلوانیا واقع شده‌است.

## خصوصیات
شهرستان ایندیانا ۲٬۱۶۰٫۰۶ کیلومترمربع مساحت دارد.